# Guido Santin
Guido Santin est un rameur italien, né le 1er janvier 1911 à Cavallino-Treporti et mort le 1er août 2008 dans la même ville.

## Biographie

### Palmarès

#### Aviron aux Jeux olympiques
- 1936 à Berlin,  Allemagne
  -  Médaille d'argent en deux de pointe avec barreur[1]